# Karl-Heinz Schwab
Karl-Heinz Schwab (* 22. Februar 1920 in Coburg; † 17. Januar 2008 in Erlangen) war ein deutscher Jurist und Professor für bürgerliches Recht und Zivilprozessrecht.

## Leben
Schwab legte nach dem Kriegsdienst 1947 das erste juristische Staatsexamen in München ab. Er wurde mit einer sachenrechtlichen Arbeit bei Leo Rosenberg promoviert und trat nach dem zweiten Staatsexamen 1950 als Assessor in den bayerischen Staatsdienst ein. Seine Habilitation im Jahr 1953 befasste sich mit dem Streitgegenstand im Zivilprozess.
Daraufhin folgte Schwab einem Ruf an die Friedrich-Alexander-Universität Erlangen, wo er den Lehrstuhl für Bürgerliches Recht, Zivilprozessrecht und freiwillige Gerichtsbarkeit innehatte; 1956 wurde er Dekan der Juristischen Fakultät und im folgenden Jahr Rektor der Universität. Während der 1960er Jahre erhielt Schwab Rufe nach Münster, Köln und Hamburg, die er allesamt ablehnte. Erst 1970 nahm er den Ruf nach München an; bereits im folgenden Jahr kehrt er nach einem erneuten Ruf nach Erlangen zurück, wo er bis zu seiner Emeritierung 1987 lehrte und forschte. Während seiner Hochschullehrertätigkeit war Schwab Mitglied des Stadtrats von Erlangen und im Verwaltungsrat des Bayerischen Rundfunks. 1969 bis 1970 war er Präsident des Deutschen Hochschulverbands.
Insgesamt drei Festschriften befassten sich mit dem Werk Schwabs.
Schwab war von 1972 bis 1990 Mitglied der Landessynode der Evangelisch-Lutherischen Kirche in Bayern, von 1984 bis 1990 als deren Präsident.

## Ehrungen
- 1966: Bayerischer Verdienstorden für große Leistungen in Wissenschaft und Gesellschaft
- 1988: Ehrendoktorwürde der Rechts- und Staatswissenschaftlichen Fakultät der Universität Zürich
- 1991: Verdienstkreuz 1. Klasse der Bundesrepublik Deutschland

Zudem war Schwab Ehrenmitglied der Gesellschaften für Zivilprozess der Staaten Japan (seit 1967), Kolumbien (seit 1970), Brasilien (seit 1976) und Belgien (seit 1983).

## Werke
- Der Streitgegenstand im Zivilprozess. C. H. Beck, München 1954 (Zugleich: Habil.-Schrift, München 1954).
- Schiedsgerichtsbarkeit. Systematischer Kommentar zu den Vorschriften der Zivilprozeßordnung, des Arbeitsgerichtsgesetzes, der Staatsverträge und der Kostengesetze über das privatrechtliche Schiedsgerichtsverfahren. 2., neubearbeitete und erweiterte Auflage, begründet von Adolf Baumbach, fortgeführt von Karl Heinz Schwab. Beck, München u. a. 1960 (7., überarbeitete Auflage. ebenda 2005, ISBN 3-7190-2392-3).
- Zivilprozessrecht. 10., neubearbeitete Auflage. Begründet von Leo Rosenberg, fortgeführt von Karl Heinz Schwab. C. H. Beck, München 1969 (14., neubearbeitete Auflage. ebenda 1986, ISBN 3-406-30635-7).
- Sachenrecht. Ein Studienbuch. 20., neubearbeitete Auflage des von Friedrich Lent begründeten Werkes. C. H. Beck, München 1985, ISBN 3-406-30627-6 (32. neubearbeitete Auflage. ebenda 2006, ISBN 3-406-53143-1).